# Elena Serra
Elena Serra (Catalunya, segle XX) és una jugadora de tennis de taula catalana.
Membre del Club de 7 a 9, es proclamà campiona d'Espanya en sis ocasions, quatre de dobles, sempre fent parella amb Montserrat Sanahuja (1975, 1977, 1979, 1981), una de dobles mixtos (1979) i una per equips (1979), També amb l'equip barceloní aconseguí tres Lligues espanyoles (1975, 1977, 1979). A nivell provincial, guanyà cinc Campionats de Barcelona de dobles també fent parella amb Montserrat Sanahuja (1977, 1979, 1980, 1981, 1982). Internacional amb la selecció espanyola, participà al Campionat del Món de 1981.